# Ваді-ель-Хаят (муніципалітет)
26°15′ пн. ш. 12°30′ сх. д. / 26.250° пн. ш. 12.500° сх. д.
Ваді-ель-Хаят — муніципалітет в Лівії. Адміністративний центр — місто Аубарі. Площа — 31 485 км². Населення — 76 858 осіб (2006).